# Batman Unlimited : Machines contre Mutants
Pour plus de détails, voir Fiche technique et Distribution.
Batman Unlimited : Machines contre Mutants (Batman Unlimited: Mech vs. Mutants) est un film d'animation américain réalisé par Curt Geda, sorti directement en vidéo en 2016.
Le film débute alors que Mister Freeze et Le Pingouin sont de retour à Gotham City. Après avoir réfrigéré la ville, le scientifique transforme Bane et Killer Croc en monstres géants dévastant tout sur leur passage. Afin de les combattre, Bruce Wayne élabore un robot géant de Batman et le combat commence. Dans sa quête pour ramener la paix, le super héros sera suivi dans son affrontement par Robin, Green Arrow, Nightwing et Flash.

## Synopsis
Damian, le nouveau Robin, est bouleversé par son échec à essayer d'arrêter le Joker la veille, ce qui aggrave son humiliation de tomber d'un bâtiment et de devoir être sauvé par Batman parce qu'il a été capturé par un blogueur vidéo et publié sur le World Toile large. Alfred Pennyworth essaie de lui assurer qu'il est toujours en train d'apprendre, bien que Damian souhaite pouvoir parler à quelqu'un d'autre qui a suivi la formation de Robin alors que Red Robin est absent avec son équipe. Batman arrive alors que Damian étudie les ennemis de Batman et tombe sur le Pingouin, qu'il n'a jamais rencontré.
Dans l'Arctique, le Pingouin, qui a été en exil à la suite des événements de Batman Unlimited: L'instinct animal, est déprimé d'avoir tout perdu. Son seul compagnon est Buzz, un pingouin qui semble comprendre la situation difficile d'Oswald. Son colocataire, le scientifique isolationniste Mr. Freeze, tente de repousser un groupe de foreurs de pétrole près de sa grotte de glace, en utilisant l'une de ses inventions pour muter un isopode en un monstre gigantesque pour les attaquer. Les foreurs utilisent un nouveau traîneau de forage au laser pour attaquer le monstre et, dans le processus, endommagent l'invention de Freeze, rendant à l'isopode sa forme normale, ce qui provoque le départ de colère de M. Freeze. Le Pingouin voit un moyen de capitaliser sur cela et encourage Mr. Freeze à le ramener à Gotham City où il assure à Mr. Freeze les moyens d'atteindre ses objectifs.
De retour à Gotham, Bruce et Damian assistent au nouveau Salon de la Technologie à la tour Wayne, où le Dr Kirk Langstrom dévoile un nouveau mécanisme de forage à un seul opérateur qui peut faire fondre la roche afin de rendre l'extraction plus facile. Bruce reçoit un appel d'Alfred que quelqu'un tente de s'introduire dans l'Asile d'Arkham. Oliver Queen, présent à l'exposition, les voit partir et les suit.
À Arkham, le Pingouin et Mr. Freeze pénètrent dans l'asile et gèlent les gardes, puis contournent plusieurs détenus tels que Cheetah, Silence, le Chapelier Fou et Double-Face, avant de libérer Bane, Chemo, Killer Croc et Gueule d'argile. Ils dépassent également le Joker à leur sortie, qui est contrarié que le Pingouin refuse également de le libérer. Batman, Robin et Green Arrow arrivent et combattent les méchants, seulement pour que Mr. Freeze et Bane réussissent à s'échapper avec leurs alliés.
À la Batcave, Batman essaie de comprendre ce qu'ils font, mais revient vide en comparant les histoires de MO et de la criminalité. Robin découvre qu'il existe un modèlKie basé sur l'ADN chimiquement modifié de Bane, Gueule d'argile et Chemo. Et la forte constitution de Killer Croc ferait de lui un sujet de test idéal. Batman utilise ces informations pour traquer le mélange chimique forcé à travers un scanner croma-spectral. Pendant ce temps, dans leur cachette sous-marine, Mr. Freeze combine le protoplasme de Gueule d'argile, la boue toxique de Chemo et le venin de Bane pour créer un sérum qu'il injecte à Killer Croc, transformant ce dernier en un gigantesque monstre cracheur de glace. Il injecte le même sérum à Chemo. Killer Croc émerge de la mer, sur le côté Est de la ville, aspirant l'eau et souffle Gotham avec son souffle de glace, tandis que Chemo gèle Gotham de l'Ouest, avec un blaster à glace, transformant la ville en un désert gelé.
Alors qu'ils se rendaient dans la cachette de Freeze, Batman et Robin voient les super-vilains mutés et tentent d'arrêter Killer Croc et Chemo avec la Batmobile et le Batplane, mais sans succès. Flash, Nightwing et Green Arrow sauvent les citoyens du mieux qu'ils peuvent pendant que Killer Croc attaque le siège de GCPD. Malgré tous leurs efforts, la police ne peut pas arrêter le gigantesque Killer Croc. Pendant ce temps, Mr. Freeze et le Pingouin se retournent l'un contre l'autre, voulant tous les deux éliminer leurs rivaux pour le contrôle de Gotham. Cependant, Buzz dérobe le sérum de Freeze, que Bane et Gueule d'argile s'injectent pour se transformer en monstres. Malgré son avertissement sur les effets du sérum sur eux, Mr. Freeze est facilement mis à terre et le Pingouin envoie Bane et Gueule d'argile éliminer Batman. Bane, cependant, a un compte à régler avec Croc, qui l'a vendu à la police de Gotham, et l'attaque. Gueule d'argile localise Batman et Robin et les attaque, seulement pour que le sérum de Freeze modifie son corps, le transformant en un monstre de lave géant.
Batman donne la clé de la Batmobile à Robin et lui dit de distraire Gueule de magma, tandis qu'il se rend chez Wayne Enterprises pour obtenir un projet spécial sur lequel Langstrom a travaillé: un Bat-Mech de la même taille que Croc et les autres. Green Arrow arrive et révèle qu'il a reçu de la part de Langstrom un Arrow-Mech. Batman va s'occuper de Croc et Bane, tandis que Green Arrow va s'occuper de Chemo. Batman envoie ensuite Langstrom pour aller aider Robin, qui n'a pas pu arrêter Gueule de magma, qui a ensuite, avec Flash et Nightwing, construit un canon laser spécial pour le neutraliser.
Les deux héros engagent le trio de monstres, Batman bat rapidement Killer Croc, qui retrouve sa taille normale à la suite de l'estompage des effets mutagènes du sérum. Et tandis que Green Arrow parvient à détruire le blaster de glace de Chemo (arrêt du processus de congélation) , il tient à peine le sien contre les bras élastiques de Chemo et la broche chimique. Pendant ce temps, Mr. Freeze, pris de culpabilité pour sa manipulation et sa trahison par le Pingouin, aide les héros à perfectionner leur canon à utiliser contre Gueule de magma. Après que Batman ait vaincu Bane (qui, comme Croc, revient à sa taille et à son état normaux), il va aider Green Arrow à combattre Chemo, qui provoque l'effondrement d'une construction de Queen Industries, endommageant l'Arrow-Mech. En travaillant ensemble, la paire parvient à ouvrir la coquille de Chemo, donnant à Batman la possibilité de drainer les produits chimiques (ainsi que le sérum) du monstre avec un dispositif de confinement sous vide, vaincant Chemo et le ramenant à sa taille normale. Mr. Freeze, bien que blessé par Gueule de magma, est capable de faire fonctionner le rayon de gel et gèle le monstre. Avec Croc et Chemo vaincus et de retour à la normale, le climat de Gotham commence lentement à revenir à la normale. Remarquant cela, le Pingouin et Buzz tentent de s'échapper, mais ils sont capturés par le Bat-Mech.
le Pingouin et ses cohortes sont arrêtés, ainsi que M. Freeze qui a admis qu'il était responsable des conditions glaciales de Gotham, mais obtiendra un procès pour son implication. Pingouin et les autres sont renvoyés à Arkham, tandis que Buzz le pingouin est envoyé dans un zoo, où il rencontre une femelle pingouin qui tombe amoureuse de lui. À Arkham, le Joker se bat contre le Pingouin pour l'avoir laissé à Arkham au lieu de le libérer. Langstrom commence à réparer les Mechs et à les améliorer, juste en cas d'une autre attaque de monstre géant.
Les autres héros quittent la Batcave et Batman félicite Robin d'avoir fait du bon travail. Damian se sent mieux dans son rôle de Robin qu'auparavant, les deux se dirigent alors vers la salle de formation, avec Alfred en service.
À la fin du film, Gueule d'argile, accidentellement libéré par des enfants, s'échappe de sa prison de glace et se faufile dans les égouts.

## Fiche technique
- Titre original : Batman Unlimited: Mech vs. Mutants
- Titre français : Batman Unlimited : Machines contre Mutants
- Réalisation : Curt Geda
- Scénario : Kevin Burke et Chris Wyatt
- Musique : Kevin Riepl
- Production : Curt Geda

Producteurs délégués : Benjamin Melniker, Sam Register et Michael E. Uslan
- Société de production : Warner Bros. Animation
- Société de distribution : Warner Home Video (États-Unis, vidéo)
- Pays d'origine :  États-Unis
- Langue originale : anglais
- Durée : 72 minutes
- Dates de sortie[1] : 
  -  États-Unis : 13 septembre 2016 (sortie en vidéo)
  -  France : 14 septembre 2016 (sortie en vidéo)

## Distribution
- Roger Craig Smith (VF : Emmanuel Jacomy) : Batman
- Oded Fehr : Mr. Freeze
- Lucien Dodge : Robin / Damian Wayne
- Dana Snyder : Le Pingouin, Buzz
- Chris Diamantopoulos (VF : Sylvain Agaësse) : Oliver Queen / Green Arrow, garde de Cobblepot
- Phil LaMarr (VF : Edgar Givry) : Docteur Kirk Langstrom, garde de l'asile d'Arkham
- Will Friedle : Dick Grayson / Nightwing
- Charlie Schlatter : Barry Allen / Flash
- Carlos Alazraqui : Bane
- John DiMaggio : Killer Croc, Général Sam Lane
- Dave B. Mitchell : Basil Karlo / Clayface, Hush, Chemo
- Troy Baker : Le Joker, Double-Face, Le Chapelier Fou
- Richard Epcar (VF: Gabriel Le Doze) : Commissaire James Gordon